# Simon Farnaby
Pour les articles homonymes, voir Farnaby.
Simon Farnaby, né le 2 avril 1973 à Darlington (Royaume-Uni), est un acteur, comédien et écrivain anglais. Il est surtout connu pour son travail avec le collectif Them There où il a écrit et joué dans des productions telles que Horrible Histories, Yonderland et Ghosts.
Farnaby a remporté des nominations aux BAFTA pour sa co-écriture de Paddington 2, à la fois pour le meilleur scénario adapté et le meilleur film britannique, et a remporté en 2023 le British Academy Television Awards. En 2023, il a co-écrit et joué dans Wonka, un film qui sert de préquelle au roman de Roald Dahl Charlie et la Chocolaterie, explorant les origines de Willy Wonka.

## Biographie

### Enfance et débuts
Simon Farnaby naît le 2 avril 1973 à Darlington, au Royaume-Uni. Il fréquente la Richmond School, en Yorkshire du Nord.

### Carrière

#### À la télévision
Farnaby a longtemps fait partie du casting de The Mighty Boosh,, ayant eu des rôles à la fois dans la série et dans le film Bunny and the Bull.
Il a également joué un rôle dans la sitcom Jam & Jerusalem et a tenu le rôle de Sloman dans la série télévisée The Midnight Beast. Il avait auparavant joué un très bref rôle dans un épisode de Coronation Street dans les années 1990.
Farnaby a présenté un certain nombre d'émissions, notamment Richard III : The King in the Car Park en 2013, retraçant la découverte et l'identification des restes du dernier roi Plantagenêt, la série documentaire de Channel 4 de 2014 intitulée Man Vs Weird, dans laquelle il a parcouru le monde pour enquêter sur des personnes qui prétendent avoir des capacités surhumaines, et en tant que narrateur de la série documentaire de Channel 5 intitulée On the Yorkshire Buses, suivant East Yorkshire Motor Services.
Farnaby obtient un British Academy Television Awards en 2023 pour un court-métrage diffusé dans le cadre de la cérémonie Platinum Party at the Palace pour le jubilé de platine de la reine Élisabeth II en juin 2022, dans lequel Farnaby jouait un majordome.

#### Them There
Il a également beaucoup travaillé avec le collectif Them There, composé de six auteurs et acteurs qui ont débuté en tant que personnages principaux de la série Horrible Histories, diffusée sur CBBC.
Farnaby, ainsi que les cinq autres membres du collectif, a cocréé, écrit et joué dans Yonderland, série qui a été diffusée de 2013 à 2016 sur Sky One pendant trois saisons.
Farnaby a participé pour la première fois à la création d'un film avec la troupe, sur la comédie Bill diffusée en 2015, basée sur les débuts de William Shakespeare,.
Le même collectif a ensuite créé l'émission Ghosts sur la BBC, qui a duré cinq saisons avant que l'équipe ne décide de la retirer. Farnaby a joué le fantôme fictif de l'homme politique conservateur Julian Fawcett, qui apparaissait toujours sans pantalon.

#### Livres
En 2011, Farnaby a coécrit avec le journaliste Scott Murray The Phantom of the Open, une biographie de Maurice Flitcroft, un golfeur britannique dont les tentatives infructueuses pour se qualifier pour l'Open britannique l'ont fait qualifier de « pire golfeur du monde. »
Son premier roman pour enfants, The Wizard In My Shed, a été publié en 2020, et a été suivi d'une suite intitulée Warrior in my Wardrobe : More Misadventures with Merdyn the Wild, publié en 2021.
Farnaby est également coauteur de Ghosts : The Button House Archives, un livre d'accompagnement de Them There pour la BBC, Ghosts, qu'il a coécrite et dans laquelle il a joué.

#### Films
Après être apparu dans The Mighty Boosh, Farnaby a joué un rôle principal dans le film connexe Bunny and the Bull en 2009, où il a joué le rôle éponyme de Bunny.
En 2016, Farnaby a coécrit et joué un petit rôle dans Mindhorn avec Julian Barratt, une comédie sur Richard Thorncroft (Barratt), un acteur de télévision entraîné dans des négociations avec un criminel qui pense que son personnage, le détective Mindhorn, est réel.
Il a coécrit le livre The Phantom of the Open sur le golfeur Maurice Flitcroft en 2011, puis a commencé à travailler sur un scénario de film de l'histoire en 2017, ce qui a conduit à la sortie de The Phantom of the Open en 2021, avec Mark Rylance.
Toujours en 2016, Farnaby a eu un petit rôle à l'écran dans Rogue One, en tant que pilote de X-wing.
Le plus grand succès cinématographique de la carrière de Farnaby est venu de la franchise des films Paddington. Après être apparu en tant qu'acteur dans le premier film, il a coécrit Paddington 2 avec Paul King, pour lequel il a été nommé pour deux BAFTA, celui du meilleur scénario adapté et celui du meilleur film britannique. Il a également remporté le prix International Online Cinema Award du meilleur scénario adapté, ainsi que le prix de la Hollywood Creative Alliance du meilleur scénario adapté en 2018. Farnaby est ensuite apparu aux côtés de l'ours Paddington et de la reine Élisabeth II dans un court-métrage diffusé dans le cadre de la cérémonie Platinum Party at the Palace pour le jubilé de platine de la reine Élisabeth II en juin 2022, qui a remporté le BAFTA 2023 du moment télévisuel mémorable, que Farnaby a accepté.
Farnaby est le coscénariste de Wonka, sorti en 2023, avec Paul King. Ce film est une préquelle du roman Charlie et la Chocolaterie de Roald Dahl. Farnaby a également un petit rôle à l'écran, avec son collaborateur de Them There Mathew Baynton dans l'un des rôles principaux, et mettant en vedette Timothée Chalamet.

### Vie privée
Farnaby est marié à l'actrice Claire Keelan (sa seconde épouse) avec laquelle il a une fille, née en 2014.

## Filmographie

### Longs métrages
- 2004 : Fat Slags (en) : ventriloque
- 2009 : Bunny and the Bull (en) : Bunny
- 2010 : Cadavres à la pelle : William Wordsworth
- 2011 : Votre Majesté : Manious
- 2013 : All Stars (en) : contremaître
- 2014 : Paddington : Barry
- 2015 : Bill (en)
- 2016 :
  - Mindhorn (en) : Clive Parnevik
  - Rogue One: A Star Wars Story
- 2017 : Paddington 2 : Barry
- 2018 : Jean-Christophe et Winnie : chauffeur de taxi
- 2021 : The Phantom of the Open (en) : Laurent Lambert
- 2023 : Wonka : Basile
- 2024 : Paddington au Pérou (Paddington in Peru) de Dougal Wilson : Barry

### Court métrage
- 2004 : Blake's Junction 7 : Terry